# Lista de membros da Royal Society eleitos em 1869
Membros da Royal Society eleitos em 1869.

## Fellows of the Royal Society (FRS)
1. Samuel White Baker (1821-1893)
2. John Jeremiah Bigsby (1792-1881)
3. Charles Chambers (1834-1896)
4. William Esson (1838-1916)
5. George Carey Foster[2] (1835-1919)
6. Robert Gascoyne-Cecil, 3.º Marquês de Salisbury (1830-1903)
7. William Gull (1816-1890)
8. Norman Lockyer[3] (1836-1920)
9. John Robinson McClean (1813-1873)
10. George Jackson Mivart (1827-1900)
11. Robert Napier (1810-1890)
12. John Russell Reynolds (1828-1896)
13. Robert Spencer Robinson (1809-1889)
14. James Francis Tennant (1829-1915)
15. Charles Wyville Thomson[4] (1830-1882)
16. Henry Edward Landor Thuillier[5] (1813-1906)
17. Edward Walker (1820-1893)

## Foreign Members of the Royal Society (ForMemRS)
1. Alphonse Louis Pierre Pyramus de Candolle[6] (1806-1893)
2. Charles-Eugène Delaunay[7] (1816-1872)
3. Louis Pasteur (1822-1895)